# Jerónimo Zurita y Castro
Jerónimo Zurita y Castro (Saragossa, 1512-1580) fou un historiador aragonès. Fill de Miguel Zurita, metge de cambra de Ferran el Catòlic i de Carles I.
Estudià retòrica, llatí i grec a Alcalá de Henares amb el conegut hel·lenista Hernán Núñez de Toledo. A més, va aprendre diverses llengües modernes, com el francès, l'italià, el portuguès i el català.
El 1530, gràcies a la influència del seu pare, ocupà el merinat de les ciutats de Barbastre i Almudévar i continu de la Casa Reial i, poc després, la batllia d'Osca.
El 1537 va ser nomenat assistent-secretari de la Inquisició al servei del cardenal Juan Tavera, arquebisbe de Toledo, inquisidor general i membre del Consell d'Estat d'Espanya. L'exercici d'aquest càrrec l'obligà a viatjar als Països Baixos, Sicília, Nàpols i Roma, circumstància que aprofità per recollir materials per a l'elaboració de les seves obres.
Fou el primer cronista oficial del regne d'Aragó, nomenat per les seves corts el 1548.
El 1566 Felip II el feu secretari del seu Consell i Cambra, i delegà en ell tots els assumptes importants que requerien la seva firma.
Zurita va obtenir una sinecura a Saragossa, i renuncià als seus càrrecs anteriors el 21 de gener de 1571 per dedicar-se exclusivament a la redacció de la seva obra més important, els Anales de la Corona de Aragón, que ja portava trenta anys preparant i el primer volum dels quals va aparèixer el 1562. Morí a Saragossa el 3 de novembre de 1580, poc després d'haver aparegut el darrer dels volums dels Anales, el 22 d'abril d'aquell mateix any.
L'estreta vinculació a la corona afavorí les seves possibilitats de mobilitat i d'accés a riques biblioteques i, sobretot, a les fonts arxivístiques oficials, que utilitzà intensament i sovint de forma literal. Tot i la lògica lleialtat a la monarquia, la seva obra destaca per l'extrema i rigorosa fidelitat a les dades documentals que obtingué, fruit d'una postura metodològica, típica del seu temps, crítica amb la historiografia precedent. Una part de la seva biblioteca privada es conserva a El Escorial.

## Obres

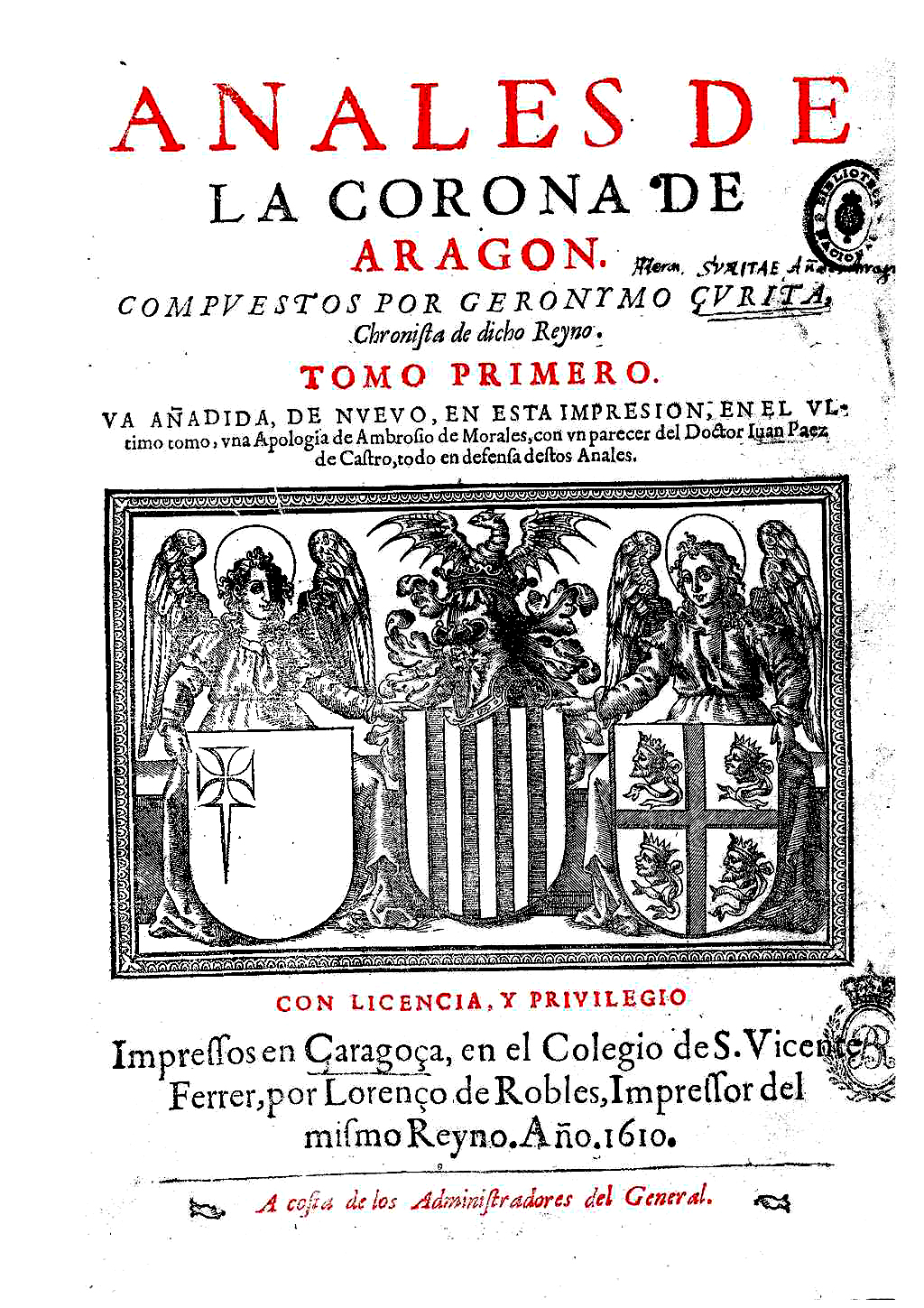
Portada dels Anales de la Corona de Aragón. L'autor sosté la Senyera Reial dels Reis d'Aragó era originària dels Comtes de Barcelona

- Anales de la Corona de Aragón (Saragossa, Pedro Bernuz, 1562, primera part; Saragossa, Domingo de Portonariis, 1579, segona part; primera edició conjunta: Saragossa, Simón de Portonariis, 1610). Història de la Corona d'Aragó des de la invasió musulmana fins a Ferran el Catòlic inclòs. En aquesta obra l'historiador aragonès afirma que la Senyera Reial dels reis d'Aragó procedia dels Comtes de Barcelona.
- Indices rerum ab Aragoniae regibus gestarum (Saragossa, Domingo de Portonariis, 1578). Crònica dels reis d'Aragó fins a la mort de Martí l'Humà, a la qual afegí diverses cròniques de la història de Sicília (Gualberto Malaterra, Alessandro da Colesina i l'Abolorio de Robert Guiscard i els seus successors).
- Progresos de la Historia en el reino de Aragón (Saragossa, 1580). De la mateixa temàtica.
- Historia del rey don Fernando el Católico. De las empresas, y ligas de Italia (Saragossa, Domingo de Portonariis, 1580). Història del regnat de Ferran el Catòlic, que completa la informació inclosa als Anales.
- Antonini Augusti itinerarium (Colònia, Schott, 1600).
- Enmiendas y advertencias a las crónicas de don Pedro, don Enrique el segundo, don Juan el primero y don Enrique el tercero que escribió don Pedto López de Ayala. Editada per Diego José Dormer el 1683.

També va escriure altres comentaris crítics a treballs d'altres historiadors (com Hernando del Pulgar), genealogies, cartes a nombrosos erudits del seu temps, etc.

### Edicions
- Jerónimo Zurita, Anales de la Corona de Aragón, ed. a cura d'Ángel Canellas López, 9 vols., Saragossa, Institución Fernando el Católico, 1967-1977. Edició electrònica de José Javier Iso, María Isabel Yagüe i Pilar Rivero Arxivat 2009-04-13 a Wayback Machine.
- Jerónimo Zurita, Historia del rey Don Hernando el Catholico. De las empresas, y ligas de Italia, ed. a cura de Guillermo Redondo Veintemillas i Carmen Morte García, 3 vols., Saragossa, Institución Fernando el Católico, 1999. Facsímil a Google books   PDF
- Jerónimo Zurita, Índice de las gestas de los Reyes de Aragón desde comienzos del reinado al año 1410, ed. a cura de José Guillén Cabañero (trad.) i Ángel Canellas López, Saragossa, Institución Fernando el Católico, 1984.

### Estudis
- VII Congreso de Historia de la Corona de Aragón (1-6 octubre 1962), Barcelona, 1962.
- Ángel Canellas López, Fuentes de Zurita: documentos de la alacena del cronista relativos a los años 1508-1511, Saragossa, Institución Fernando el Católico, 1969.
- Ángel Canellas López, Fuentes de Zurita: documentos de la alacena del cronista relativos a los años 1302-1478, Saragossa, Institución Fernando el Católico, 1974.
- Ángel Canellas López, "Como redactaba Zurita sus Anales: uso de dos cartas redactadas en Italia por Alfonso el Magnánimo", dins Sardegna, Mediterraneo e Atlantico tra Medioevo ed Età Moderna. Studi storici in memoria di Alberto Boscolo, Roma, Bulzoni, 1993, vol. 2, pp. 345-353.
- Jerónimo Zurita: su época y su escuela. IV Centenario de la Universidad de Zaragoza: congreso nacional... (Zaragoza, 16-21 de mayo de 1983), Saragossa, Institución Fernando el Católico, 1986.
- Peter Krendl, "Zur Zurita-Kritik: Die Auswertung der erhaltenen spanischen Gesandtenberichte aus dem Reich in der 'Historia del Rey don Hernando el Catholico'", Spanische Forschungen der Görresgesellschaft, 30 (1982), 344-358.
- Félix de Latassa y Ortín, Biblioteca nueva de los escritores aragoneses que florecieron desde el año de 1500 hasta 1802, 6 vols., Pamplona, Joaquin de Domingo, 1798-1802, vol. 1, pp. 354-373. Edició electrònica de les Bibliotecas de Latassa Arxivat 2007-04-05 a Wayback Machine.
- Diego Navarro Bonilla, "Noticias históricas en torno a la segunda edición de la primera parte de los Anales de Zurita (Juan Bautista de Negro-Simón de Portonariis, 1585)", Revista de historia Jerónimo Zurita, 74 (1999), 101-131.
- Xavier de Salas Bosch, "Los Inventarios de la 'alacena de Zurita'", Boletín de la Real Academia de Buenas Letras de Barcelona, 17 (1944), 79-177.
- Ferran Soldevila, "Geronimo Zurita e la sua opera", Archivio Storico Sardo, 29 (1964), 29-71.
- Juan Francisco A. de Ustaroz i Diego J. Dormer, Progresos de la historia de Aragón y vida de sus cronistas, desde que se instituyó este cargo hasta su extinción. Primera parte, que comprende la biografía de Gerónimo Zurita, compuesta por --, Saragossa, Impr. del Hospicio Provincial, 1878 [ed. original 1680].

Altres treballs sobre les fonts de Zurita d'Ángel Canellas López.